# Liste des épisodes d'Il était une fois... les Explorateurs

Cet article présente la liste des épisodes de la série télévisée d'animation française Il était une fois... les Explorateurs avec leurs résumés.

## Résumés

### Épisode 1:Les premiers navigateurs
- France : 10 décembre 1996 sur Canal+

### Épisode 2:Alexandre le Grand
- France : 11 décembre 1996 sur Canal+

### Épisode 3:Erik le Rougeet la Découverte de l’Amérique
- France : 12 décembre 1996 sur Canal+

### Épisode 4:Gengis Khan
- France : 13 décembre 1996 sur Canal+

### Épisode 5:Ibn Battûtasur les traces de Marco Polo
- France : 16 décembre 1996 sur Canal+

### Épisode 6:Les Grandes Jonques

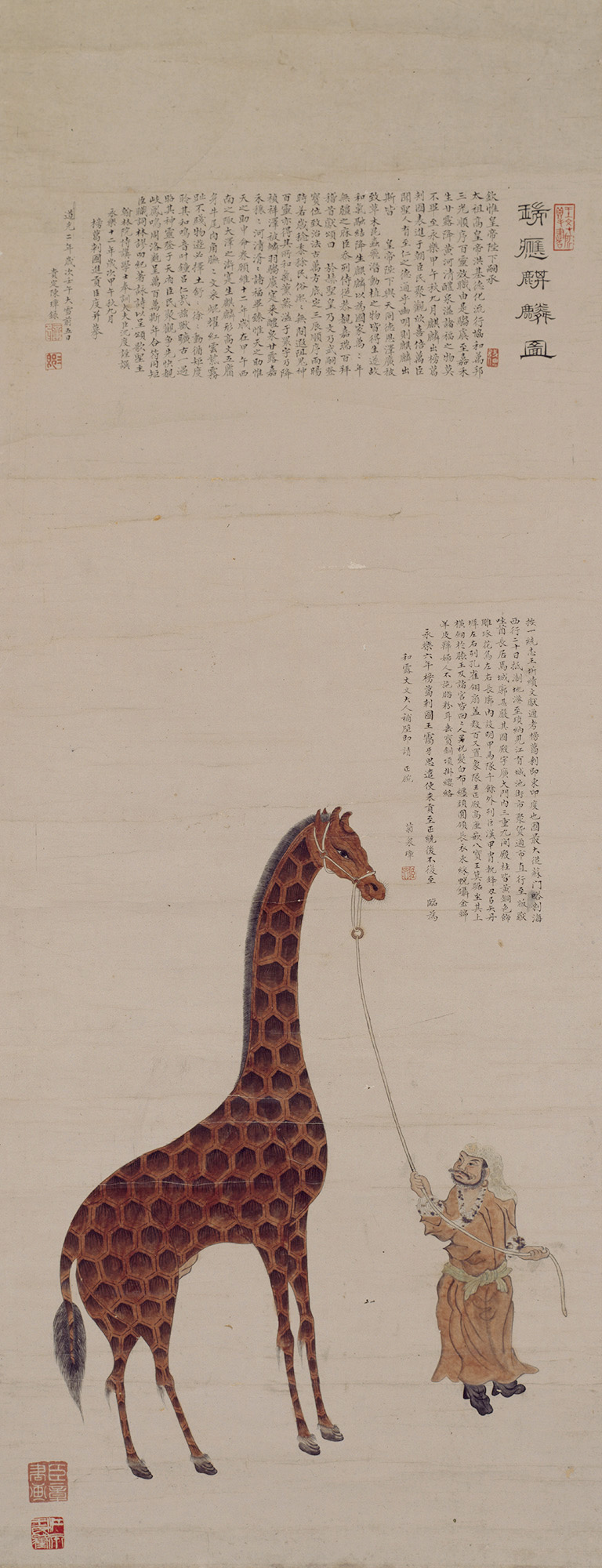
Le qilin peint par Shen Duau retour de Zhang He

- France : 17 décembre 1996 sur Canal+

### Épisode 7:Vasco de Gama

- France : 18 décembre 1996 sur Canal+

### Épisode 8:LesTaxiset la Première Poste
- France : 19 décembre 1996 sur Canal+

### Épisode 9:Les Frères Pinzón ou la face cachée deChristophe Colomb
- France : 20 décembre 1996 sur Canal+

### Épisode 10:Amerigo Vespucciet le nouveau monde
- Numéro(s) : 10 (6.10)
- Diffusion(s) :
  -  France : 23 décembre 1996 sur Canal+
- Résumé : A Florence en 1474, Amerigo Vespucci étudie la Philosophie, l'Astronomie et la Géographie. Devenu banquier au service de Laurent de Médicis, il est envoyé en Espagne où il assistera au préparatif du deuxième voyage de Christophe Colomb. Persuadé que ce dernier se trompe et que les terres qu'il vient de découvrir ne sont pas la Chine, il embarque en 1498 comme cartographie dans l'expédition dirigé par Alonso de Ojeda. Ils explorent la côte du Venezuela et découvrent l'Orénoque et l'Amazonie dont leur taille prouve que cette nouvelle terre est bien un continent.
- Anecdotes : la cousine d'Amerigo qui servit de modèle aux tableaux de Botticelli s'appelait Simonetta Vespucci ; le moine qui choisit le nom d'America pour désigner le nouveau continent s'appelait Martin Waldseemüller

### Épisode 11:Magellanle premier tour du monde
- Numéro(s) : 11 (6.11)
- Scénariste(s) :
- Réalisateur(s) :
- Diffusion(s) :
  -  France : 26 décembre 1996 sur Canal+
- Résumé : En 1518, à Valladolid, Fernand de Magellan et Rui Faleiro convainquent Charles Quint de la nécessité de trouver une route vers les Indes en partant vers l'Ouest. L'année suivante, l'expédition composée de cinq navires quitte Séville. Magellan est secondé le vénitien Antonio Pigafetta, le pilote grec Albo ou encore João Serrão, et se méfie des capitaines espagnols tels que Juan de Cartagena et Gaspar de Quesada
- Anecdotes : l’interprète de Magellan dénommé Enrique, originaire de Malaisie, serait ainsi le premier à avoir effectué le tour du monde

### Épisode 12:Cabeza de Vaca
- Numéro(s) : 12 (6.12)
- Scénariste(s) :
- Réalisateur(s) :
- Diffusion(s) :
  -  France : 27 décembre 1996 sur Canal+

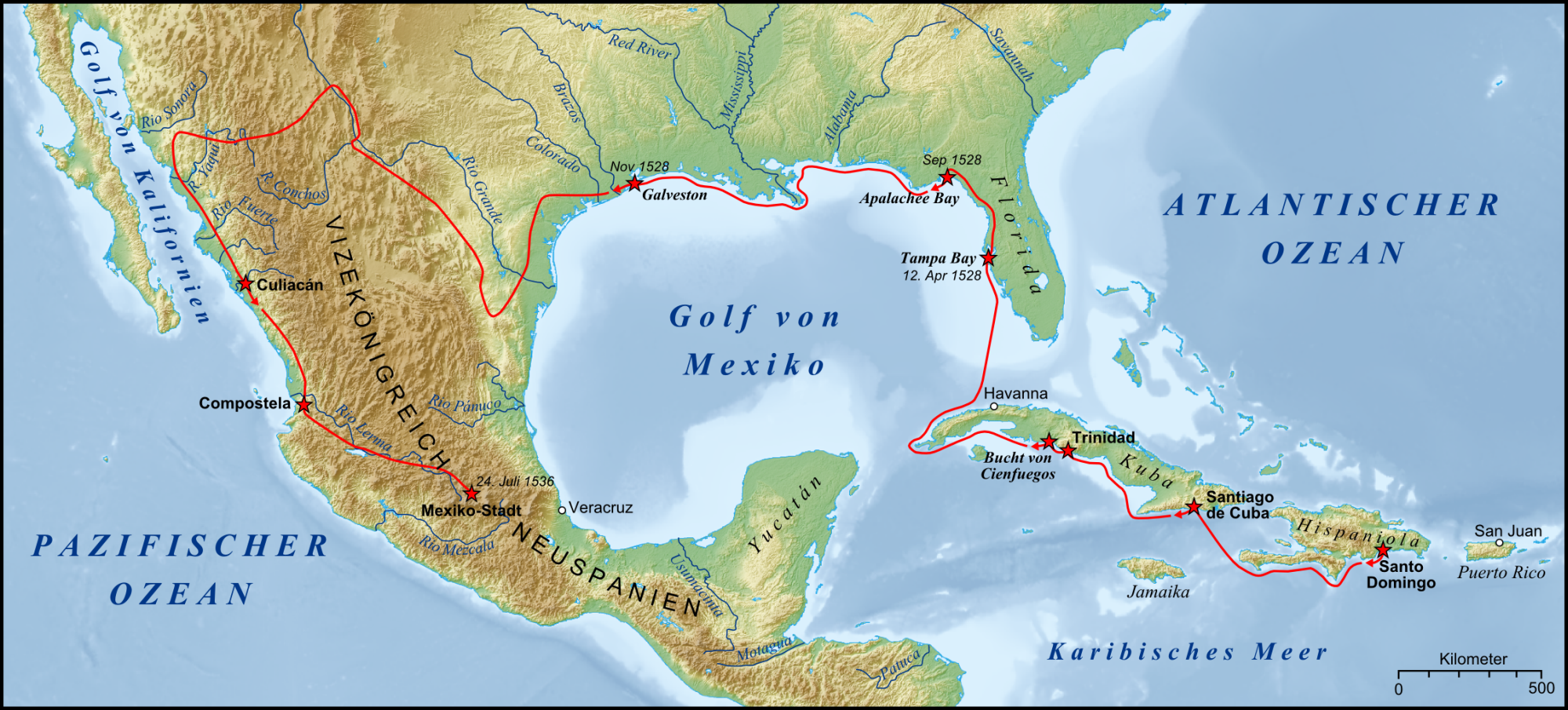
Le parcours de Cabeza de Vaca

- Résumé : En 1528, Cabeza de Vaca est trésorier de l'expédition Narváez visant à explorer la Floride. L'improvisation totale ainsi que la brutalité de son chef envers les Indiens, fit que cette expédition finie tragiquement. Alors que les Espagnols cherchent à traverser la mer sur des embarcations de fortune, une tempête provoque la disparition de la quasi-totalité des derniers survivants de l'expédition. Sur les 600 hommes partis, seuls Cabeza de Vaca, Alonso del Castillo, Andrés Dorantes et Estevanico survivent et cherchent à rejoindre le Mexique, traversant des terres encore inconnues des européens.

### Épisode 13:Béring
- Numéro(s) : 13 (6.13)
- Scénariste(s) :
- Réalisateur(s) :
- Diffusion(s) :
  -  France : 30 décembre 1996 sur Canal+
- Résumé : En 1689 Pierre Ier le Grand est Tsar de Russie, le plus grand pays du monde. Mais personne à cette époque n'en connait les limites et l'extrémité de la Sibérie reste inexplorée. En 1725, il fait appel à Vitus Béring, secondé par Alekseï Tchirikov, pour explorer cette région et savoir si un passage reliant l'Asie à l'Amérique existe.
- Anecdotes : Georg Steller recensa de nombreuses espèces animales, dont le Geai de Steller, qu'il découvrit en abordant la côte de l'Alaska

### Épisode 14:Bougainvilleet le Pacifique
- Numéro(s) : 14 (6.14)
- Scénariste(s) :
- Réalisateur(s) :
- Diffusion(s) :
  -  France : 1er janvier 1997 sur Canal+

- Résumé : Les premiers explorateurs de l'Océan Pacifique furent les Polynésiens 2 500 ans avant notre ère, qui migraient d'îles en îles. Après la découverte du Pacifique par Magellan, les Européens se mirent à la recherche de la Terra Australis Incognita prédite par Ptolémée. Plusieurs explorateurs se succédèrent dont Mendaña et Tasman qui découvrirent plusieurs îles mais pas de grand continent. En 1766, Bougainville, accompagné Philibert Commerson, de Pierre-Antoine Véron et du prince Charles de Nassau, quitte Nantes vers le Pacifique Sud. Ils découvrirent de nombreuses îles dont la Nouvelle-Cythère.
- Anecdotes : Jeanne Barret, déguisée sous le pseudonyme de Jean Baret, fut la première femme a accomplir le tour du monde ; Aoutourou, fils du chef tahitien fut le premier polynésien à débarquer en France, et fut effectivement atteint de dépression 1 an plus tard et mourut lors du voyage qui le ramenait en Polynésie ; les moas disparurent peu avant l'arrivée des européens

### Épisode 15:Bruceet les Sources du Nil
- Numéro(s) : 15 (6.15)
- Scénariste(s) :
- Réalisateur(s) :
- Diffusion(s) :
  -  France : 2 janvier 1997 sur Canal+
- Résumé : En 1768, James Bruce, un aventurier écossais, arrive au Caire. Son but est d'atteindre les sources du Nil. Avec son secrétaire Luigi Beluganie et plusieurs porteurs, ils embarquent sur la mer Rouge jusqu'à Massawa. Ils traversèrent ensuite l'Abyssinie, un pays encore mal connu, à la recherche du Lac Tana. Au cours de son voyage il fait la connaissance du negusä nägäst Tekle Haymanot II ainsi que du ras Mikael.

### Épisode 16:La Condamine
- Numéro(s) : 16 (6.16)
- Scénariste(s) :
- Réalisateur(s) :
- Diffusion(s) :
  -  France : 3 janvier 1997 sur Canal+
- Résumé : En 1735 à Paris, un débat oppose les savants de l'Académie des sciences, au sujet de la sphéricité exact de la Terre, suivant la théorie de Newton ou au contraire celle de Descartes. Charles Marie de La Condamine à la tête d'un groupe de savants est chargé de diriger une des expéditions géodésiques françaises. Leur objectif est l'équateur et la ville de Quito. Sur place, il rencontre Pedro Vicente Maldonado, un aventurier et mathématicien, qui va l'aider dans ses recherches et le conduire à travers le continent sud-américain, et la descente de l'Amazone.

### Épisode 17:James Cook
- Numéro(s) : 17 (6.17)
- Scénariste(s) :
- Réalisateur(s) :
- Diffusion(s) :
  -  France : 6 janvier 1997 sur Canal+
- Résumé : En 1764, malgré les voyages de Bougainville, on s'interroge encore sur l'existence de la Terre Australe. Malgré son origine modeste James Cook est désigné par l'Amirauté britannique pour commander les expéditions dans le Pacifique Sud. Avec son équipage, il va sillonner cet océan démontrant que ce continent n'existe pas, découvrir les îles Sandwich et rechercher le passage du Nord-Ouest.

### Épisode 18:Humboldt
- Numéro(s) : 18 (6.18)
- Scénariste(s) :
- Réalisateur(s) :
- Diffusion(s) :
  -  France : 7 janvier 1997 sur Canal+
- Résumé : En 1798 à Paris, Alexander von Humboldt fait la connaissance du botaniste Aimé Bonpland. Ensemble, ils embarquent pour une expédition scientifique en Amérique du Sud. Durant leur voyage qui va durer 5 ans, et guidé par le jeune Carlos, ils vont remonter l'Orénoque et explorer l'Amazonie 50 ans après La Condamine, traverser les Andes et gravir le volcan Chimborazo en répertoriant de nombreuses espèces alors inconnues, découvrir le Courant de Humboldt, avant de rencontrer à Washington le Président Jefferson.

### Épisode 19:LewisetClark
- Numéro(s) : 19 (6.19)
- Scénariste(s) :
- Réalisateur(s) :
- Diffusion(s) :
  -  France : 8 janvier 1997 sur Canal+
- Résumé : En 1803, alors que les États-Unis viennent d'acheter la Louisiane à la France, le Président Jefferson demande à Meriwether Lewis d'explorer ce vaste territoire mal connu et d'atteindre l'Océan Pacifique en traversant le continent, exploit encore jamais réalisé. Celui-ci demande à son ami William Clark, et son serviteur York de l'accompagner. Accompagnés par de nombreux hommes et de leur guide George Drouillard, ils rencontrent également Toussaint Charbonneau et Sacagawea.

### Épisode 20:StuartetBurkeet l’Australie
- Numéro(s): 20 (6.20)
- Scénariste(s) :
- Réalisateur(s) :
- Diffusion(s) :
  -  France : 9 janvier 1997 sur Canal+
- Résumé : En 1859, seules quelques villes existent le long des côtes de l'Australie. Le gouvernement d'Adelaïde offre une prime de 2000 livres à la première expédition qui ira du sud au nord. Il engage John McDouall Stuart. Melbourne l'apprend en 1860. Elle offre une prime de 2005 livres. Elle engage Robert Burke. Stuart part six mois avant Burke, avec un compagnon et des chevaux. Burke part six mois plus tard avec des chameaux et atteint la côte avec King, Gray et Wills en 1861. Mais au retour, Gray, Wills et Burke meurent. King est recueilli par des aborigènes. Stuart repart en 1862 après deux expéditions infructueuses. Il atteint la côté le 25 juillet 1862. Aujourd'hui, le chemin emprunté par Stuart est devenu une autoroute : l'autoroute de Stuart.

### Épisode 21:StanleyetLivingstone
- Numéro(s) : 21 (6.21)
- Scénariste(s) :
- Réalisateur(s) :
- Diffusion(s) :
  -  France : 10 janvier 1997 sur Canal+
- Résumé : L'Afrique est longtemps resté un continent inconnu pour les européens qui s'installaient préférentiellement sur les côtes (donnant le nom de Côte de l'Or, Côte d'Ivoire ou encore Côte des Esclaves). L'Écossais David Livingstone arrive au Cap en 1840. Il mène des explorations à l'intérieur du continent avant d'arriver en Angola, puis il devient le premier Européen à traverser l'Afrique d'ouest en est où il découvre les Chutes Victoria. Il revient en Angleterre en 1864 puis repart en 1865, mais disparaît. Un journal américain le New York Herald missionne alors Henry Stanley de retrouver Livingstone. Stanley retrouve Livingstone en 1871. Laissant Livingstone près du lac Tanganyika où il meurt en 1873, Stanley continue ses explorations. Partant de Zanzibar en 1874, il traverse le continent d'est en ouest jusqu'à Boma en 1877.
- Anecdotes : Lors de la présentation des implantations coloniales sur l'Afrique, les drapeaux belges et français sont intervertis entre le Congo belge et le Congo français.

### Épisode 22:Amundsenet le Pôle Sud
- Numéro(s) : 22 (6.22)
- Scénariste(s) :
- Réalisateur(s) :
- Diffusion(s) :
  -  France : 13 janvier 1997 sur Canal+

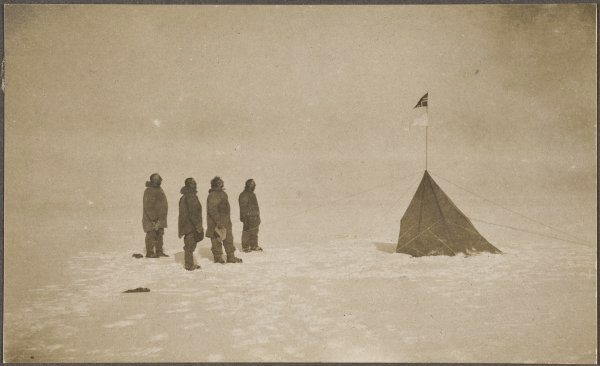
Roald Amundsen et son équipe à Polheim, le camp de base installé au pôle Sud

- Résumé : Durant toute son enfance, Roald Amundsen a suivi les tentatives des explorateurs qui cherchaient à atteindre le pôle Nord. En 1897, à 25 ans, le Norvégien part pour une première en expédition en Antarctique en tant que second capitaine, mais le navires se retrouve bloqué par les glaces. Avec l'aide du médecin Frederick Cook, il sauve l'équipe durant la nuit australe. Puis de 1903 à 1905, il découvre le passage du Nord-Ouest, en compagnie de Helmer Hanssen. À son retour, il monte son expédition pour d'aller au Pôle Nord, quand il apprend que l'Américain Robert Peary a atteint le Pôle Nord le 6 avril 1909. Il part quand même, mais change de cap et fonce au Pôle Sud. Au même moment, le Britannique Robert Falcon Scott est en chemin lui aussi. Finalement, le 14 décembre 1911, Amundsen, Hanssen et trois autres membres de l'expédition arrive au Pôle Sud en premiers. En leur honneur, on créera au Pôle Sud la base Amundsen-Scott.

### Épisode 23:Alexandra David-Néelet le Tibet
- Numéro(s) : 23 (6.23)
- Scénariste(s) :
- Réalisateur(s) :
- Diffusion(s) :
  -  France : 14 janvier 1997 sur Canal+

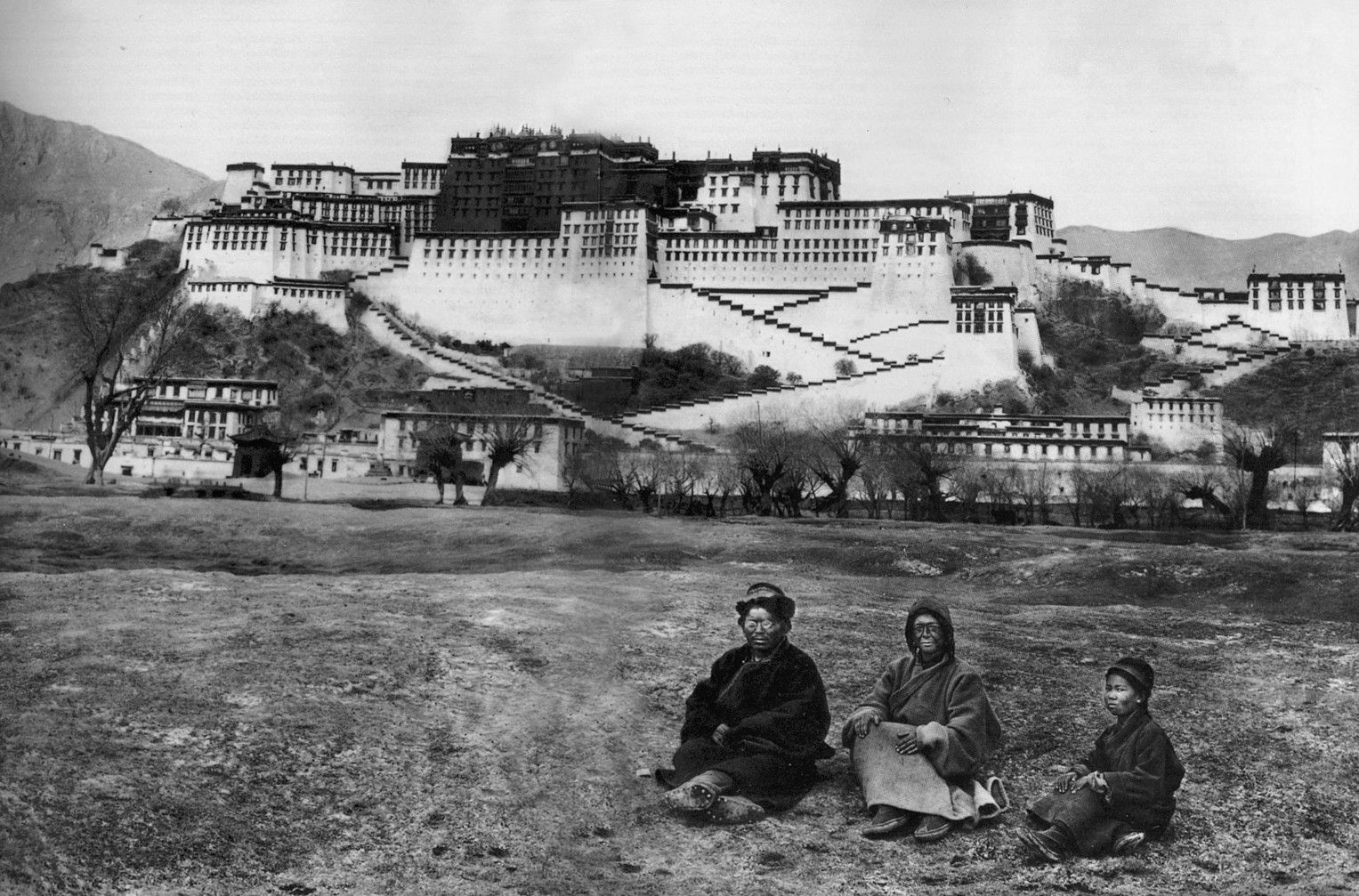
Alexandra David-Neel (au centre) et Yongden (à gauche) devant de Potala en 1924

- Résumé : Alexandra David-Neel s'intéressa fort jeune à l'Asie. Voulant en apprendre les coutumes, sa recherche de spiritualité bouddhiste la conduit au Sikkim en 1912. Elle se rend à Lachen, où elle rencontre Lachen Gomchen Rinpoché qui va lui enseigner le bouddhisme, les coutumes et la littérature. En 1914, elle fait la connaissance de Aphur Yongden. Elle cherche alors à se rendre à Lhassa, la capitale du Tibet, nouvellement indépendant. Mais elle est arrêtée par les autorités britanniques en raison de la guerre. Ils tentent alors de passer par le Nord, à travers le désert de Gobi. Ils atteignent finalement Lhassa en 1924, déguisés en mendiant.
- Anecdotes Il s'agit de la seule femme présentée de toute la série.

### Épisode 24:Piccard: des sommets aux abysses
- Numéro(s) : 24 (6.24)
- Scénariste(s) :
- Réalisateur(s) :
- Diffusion(s) :
  -  France : 15 janvier 1997 sur Canal+
- Résumé : Au début du XXe siècle, l'homme étant allé vers l'est, l'ouest, le nord et enfin le sud, il lui reste à découvrir le ciel ainsi que les profondeurs sous-marines. En 1929, Auguste Piccard est professeur à l'université de Bruxelles. Il imagine une capsule permettant un vol stratosphérique, qu'il effectue en compagnie de son compatriote Paul Kipfer. En 1948, aidé par Théodore Monod et Jacques-Yves Cousteau, il teste son bathyscaphe. Quelques années plus tard, son fils Jacques Piccard à bord du Trieste tente de battre le record du monde absolu de profondeur dans la fosse des Mariannes.

### Épisode 25: Vers les cimes
- Numéro(s) : 25 (6.25)
- Scénariste(s) :
- Réalisateur(s) :
- Diffusion(s) :
  -  France : 16 janvier 1997 sur Canal+
- Résumé : En 1492, Charles VIII charge Antoine de Ville de gravir le mont Aiguille. Cet exploit marque le début de l'alpinisme. En 1953, l'Everest, le toit du monde, n'a toujours pas été gravi. John Hunt mène alors une expédition, secondé par Edmund Hillary et Tensing Norgay. Arrivés au Népal, ils sont confrontés à la peur des villageois au sujet du yéti.

### Épisode 26: Vers les étoiles
- Numéro(s): 26
- Diffusion(s) :
  -  France : 17 janvier 1997 sur Canal+